# Maurice Emmanuel
Marie François Maurice Emmanuel (2 de maio de 1862 - 14 de dezembro de 1938) foi um compositor francês de música clássica e musicólogo nascido em Bar-sur-Aube, uma pequena cidade na região de Champagne-Ardenne, no nordeste da França. Foi lá que ele ouviu pela primeira vez a prensa tipográfica de seu avô que, segundo sua neta, Anne Eichner-Emmanuel, lhe deu pela primeira vez a sensação de ritmo.

## Gravações
- Complete Songs - Odelettes anacréontiques op. 13; Músicas op. 17; Vocalise-étude op. 24; In memoriam op. 11. Florence Katz, Marie-Catherine Girod, Timpani (gravadora), 1995
- Songs of Burgundy - canções orquestrais. Florence Katz, Jean-Pierre Quénaudon, Laure Rivierre (piano), Choeur de Bourgogne, reg. Roger Toulet Marco Polo (gravadora), 1995
- Chamber Music - Sonata para Violoncelo e Piano, Op. 2; Trio para Flauta, Clarinete e Piano, Op. 11; Suite em canções folclóricas gregas, Op. 10; Sonata para corneta e piano, Op. 29; Quarteto de Cordas, Op. 8. Vários artistas tímpanos (gravadora), 2010[3][4]
- Symphonies, Suite, Overture - Op. 2; Sinfonia nº 1 em Lá, Op. 18; Suite Francesa, Op. 26; Sinfonia nº 2 em Lá, Op. 25. Orquestra Filarmónica Eslovena, reg. Emmanuel Villaume Timpani (gravadora), 2010[5][6]
- 6 Sonatines (Op. 4, Op. 5, Op. 19, Op. 20, Op. 22, Op. 23) - Laurent Wagschal, piano Timpani (gravadora), 2010